# رینیریس سالاس
رینیریس سالاس ورزشکار مرد رشتهٔ کشتی آزاد متولد ۱۷ مارس ۱۹۸۷ در کشور کوبا است.

## فعالیت حرفه‌ای

### المپیک ۲۰۱۶ ریو
سالاس در المپیک ۲۰۱۶ ریو در وزن ۸۶ کیلو حاضر بود که در مسابقه اول گوان‌اوک کیم از کره جنوبی را شکست داد اما در دور بعد از سلیم یاشار کشتی‌گیر ترکی شکست خورد و با توجه به حضور این کشتی‌گیر در فینال، به دیدار شانس مجدد رفت. او در مرحله شانس مجدد جیمی اسپینال از پورتوریکو را شکست داد اما در دیدار رده‌بندی به جایدن کوکس کشتی‌گیر آمریکایی باخت و پنجم شد.

### المپیک ۲۰۲۰ توکیو
سالاس در وزن ۹۷ کیلوگرم کشتی آزاد المپیک ۲۰۲۰ توکیو حاضر بود که در کشتی های اول و دوم الکساندر هوشتین از بلاروس و ماگومدگادجی نوروف از مقدونیه را شکست داد اما در نیمه نهایی به عبدالرشید سعدالله‌اف از روسیه باخت و به دیدار رده‌بندی رفت. وی در دیدار رده‌بندی شریف شریفف از آذربایجان را شکست داد و مدال برنز وزن ۹۷ کیلوگرم را بدست آورد.